# عربسات-B1
عربسات-B1 (بالإنجليزية: Arabsat-1B)‏ كان قمر الاتصالات السعودي الذي كان يديره عربسات. تم استخدامه لتوفير خدمات الاتصالات للدول العربية. تم إنشاؤه بواسطة إيروسباسيال، استنادًا إلى الحافلة الفضائية 100، وحمل مستجيبين من النطاق اس الناتو وخمسة وعشرين من مستجيمي النطاق سي من الناتو. عند إطلاقها، بلغت الكتلة 1.270 كيلوغرام (2800 رطل) وعمر تشغيلي متوقع يبلغ سبع سنوات.

## التاريخ
تم إطلاق عربسات-1B على متن مكوك الفضاء ديسكفري في مهمة إس تي إس-51-جي. تم إطلاق ديسكفري من مجمع الإطلاق 39 في مركز كينيدي للفضاء في الساعة 11:33:00 بتوقيت جرينتش في 17 يونيو 1985. تم نشره من ديسكفري، وتم تعزيزه إلى مدار نقل متزامن مع الأرض بواسطة مرحلة وحدة مساعدة الحمولة الصافية العليا. سلطان بن سلمان بن عبد العزيز آل سعود طار على متن المكوك للإشراف على عملية النشر، ليصبح أول مواطن سعودي وأول عضو في العائلة المالكة التي تطير في الفضاء. تم نشر موريلوس 1 وتل ستار 3 دي أيضًا في نفس المهمة.
تم وضع عربسات 1B في مدار متزامن مع الأرض على خط طول 26 درجة شرقًا. في أكتوبر 1991، نشأت مشكلة مع نظام التحكم في موقف المركبة الفضائية، مما تسبب في انحرافها شرقًا عن نطاق السيطرة. وقد حدث نفس الخطأ على متن أقمارها الصناعية عربسات-A1 قبل شهر. لقد فشلت تماما في أوائل عام 1992.